# Тамрат Лайне
Тамрат Лайне (амх. ታምራት ላይኔ; нар. 1955) — ефіопський політичний діяч, тимчасовий прем'єр-міністр країни у 1991–1995 роках.

## Життєпис
У 1980-их роках був одним з керівників збройної боротьби проти режиму Менгисту Хайле Маріама. Після усунення останнього від влади в 1991 став прем'єр-міністром у тріумвіраті (Мелес Зенаві — президент, Сіє Абраха — міністр оборони). 22 серпня 1995 року, після запровадження парламентської республіки, Мелес Зенаві очолив уряд, а Лайне зайняв пост віце-прем'єра. У жовтні 1996 року був звільнений у відставку з усіх постів.